# Streaming media
A streaming media (a magyar közbeszédben röviden streaming) egyidejű, vagy azonnali adatfolyam, általában tömörített multimédiás információ interneten keresztül való kézbesítése, amely a bináris számítógépes fájlformátumokhoz (például AVI) viszonyítva kevésbé célozza meg a videótartalom teljes hűségű visszaállítását, elsősorban az azonnaliságra összpontosít.
Ez a folyamatos adatátviteli technológia lehetővé teszi az adatok kisebb csomagokban ún. „packet”-ekben történő folyamatos („streaming”) közvetítését, amelyeket a beérkezésükkor azonnal egyenként értelmeznek. Ennek a „streaming” technológiának a hiányában, használat előtt, a teljes adathalmazt egyetlen nagy csomagban kellene letölteni az értelmezéshez.
A „streaming” formátum általában bitszinten definiált (ún. „bitstream”-ből tevődik össze), így ezeket folyamokat nem szükséges páros byte korlátokkal szinkronizálni, ellenben hagyományos média fájlformátumoknál ez kötelező követelmény.
A „streaming media” több összetevőből áll. Kódoló eszközök használatosak a média interneten keresztül történő szállítására alkalmas tömörítésre. A médiaszerverek teszik ezeket a tömörített fájlokat illetve adatfolyamatokat elérhetővé a nyilvánosság számára.
A kodekek szolgáltatják a megfelelő tömörítő/kibontó algoritmust a kódoló eszközök és lejátszók számára. A szervereken és a lejátszókon ugyanarra a protokollra van szükség a „streaming” adatok továbbítására.

## Története
Az 1920-as évek elején George O. Squier szabadalmakat kapott egy áramkörökön történő átviteli és megosztási rendszerhez amely technikai alapja volt annak amit később Muzaknak neveztek el, egy technológia amely folyamatosan közvetít zenét kereskedelmi vásárlóknak rádió használata nélkül.
Megpróbált lejátszani médiát az 1920-as évek közepén. Akárhogy is, ez a kis haladás sok évtizeden át jött létre, elsősorban a nagy költségek és a számítógépek kis kapacitása miatt.
Az 1980-as évek végétől az 1990-es évekig a személyi számítógépek teljesítménye és sávszélességének növekedése alkalmassá tette azokat a többféle audiovizuális média formátum lejátszására. A digitális forradalom okozta radikális technológiai fejlődés eredményeként, a szélessávú internet szolgáltatások ezredforduló óta tartó tömeges elterjedése következtében, az egymáshoz kapcsolt online hálózatok közvetítésével növekedett meg a streaming média globális, világszintű használata. Az előfizetéses és ingyenes tartalmak kliensoldali lejátszásához kifejlesztett eszközök és programok a technológia fejlődésével könnyen hozzáférhetővé váltak.